# Кухен (община)
Кухен (нем. Kuchen) — община в Германии, в земле Баден-Вюртемберг.
Подчиняется административному округу Штутгарт. Входит в состав района Гёппинген. Население составляет 5512 человек (на 31 декабря 2010 года). Занимает площадь 8,95 км².